# Rudolf Henneberg

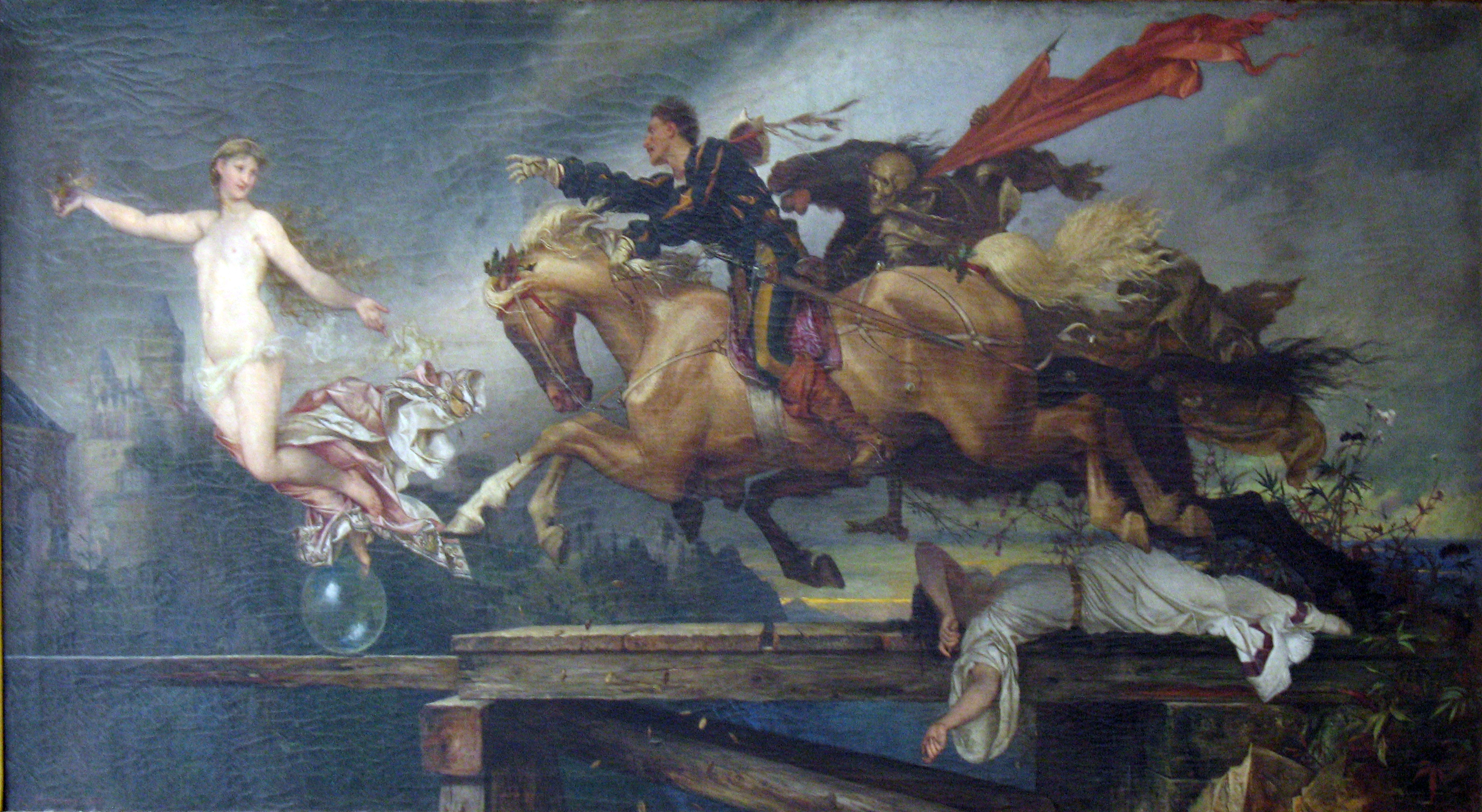
Rudolf Henneberg: Die Jagd nach dem Glück (1868)

Rudolf Friedrich August Henneberg (Brunswick, 13 septembre 1825 - Brunswick, 14 septembre 1876) est un peintre allemand.

## Biographie
Henneberg étudie le droit à l'université de Göttingen et est reçu en 1845 dans le Corps Borusso-Brunsviga. En 1846, il passe à l'université de Heidelberg et rejoint également le Corps Vandalia Heidelberg (de). Il retourne à Göttingen en tant que sous-sénior agrafé, où il devient actif pour la troisième fois en 1847 dans le Corps Brunsviga Göttingen (de),. Puis, en 1850, il part pour Anvers pour y étudier la peinture. Il décide alors d'abandonner entièrement la fonction publique.
À Paris de 1851 à 1861, il travaille dans l'atelier de Thomas Couture et participe aux Salons en exposant des paysages. En 1857, il y reçoit une médaille de 1re classe pour son tableau Wilder Jäger.
Il vit à Rome en 1861-1862 puis à Munich (1863-1865) et à Berlin (1866-1873) où son tableau Die Jagd nach dem Glück (La poursuite du bonheur) lui apporte la célébrité (1868). Il se réinstalle à Rome en 1873 et y demeure jusqu'en 1876.
Décédé à Brunswick, il est inhumé au Cimetière Martini.

## Œuvres
- Wilder Jäger, Alte Nationalgalerie, 1856
- Verbrecher aus verlorner Ehre, Alte Nationalgalerie, 1860
- Die Jagd nach dem Glück, Alte Nationalgalerie, 1868

## Hommages
La Rudolfplatz ainsi que la Hennebergstraße, portent son nom à Brunswick.